# Luftpumpentaler

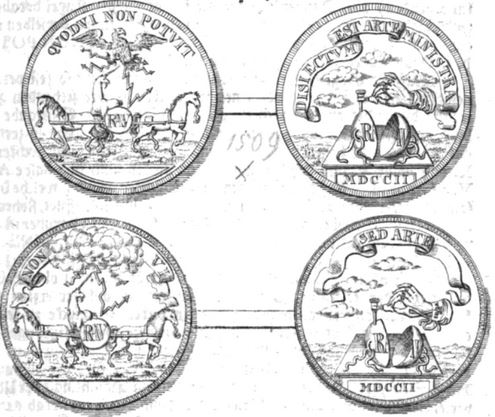
Beide Varianten des Luftpumpentaler von 1702. Die Darstellung der Taler entspricht etwa dem realen Durchmesser. (Kupferstich aus Johann David Köhlers Münzbelustigung von 1744)

Luftpumpentaler, Zwietrachttaler und Trennungstaler sind Bezeichnungen des in zwei Varianten geprägten Gedenktalers von 1702 mit der Darstellung des Trennungsversuchs der Guerickeschen Halbkugeln durch Pferdekraft. Anlass für die Prägung war die Trennung der brüderlichen Eintracht der beiden Braunschweiger Herzöge Rudolf August und Anton Ulrich (1685–1704) des Fürstentums Braunschweig-Wolfenbüttel.
Es ist auch eine sehr seltene Medaille mit dem Münzbild des Luftpumpentalers bekannt sowie ein Goldabschlag zu 10 Dukaten.

## Münzbeschreibung

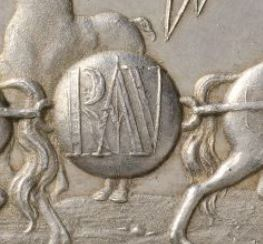
Hohlkugel mit R A V (Detail des Talers)

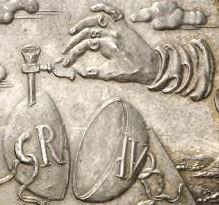
Hand mit fünf Buchstaben P G S C L (Detail des Talers)

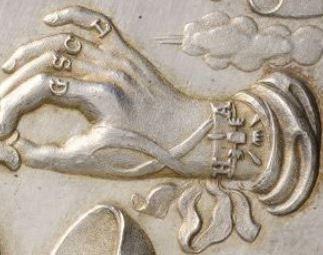
H A und Nesselblatt am Handgelenk, der Daumen ohne P (Detail des Talers der zweiten Variante – Münze unten)

Die in zwei Varianten in der Münzstätte Goslar oder Zellerfeld ohne Münzmeisterzeichen 1702 geprägten, sehr seltenen Gedenkmünzen sind Reichstaler (Silber, Gewicht ca. 29 Gramm) des Fürstentums Braunschweig-Wolfenbüttel. Sie zeigen den physikalischen Versuch des Magdeburger Physikers, Ratsherren und Bürgermeisters Otto von Guericke (* 1602, † 1686) zum Nachweis der Luftdruckwirkung: Nachdem zwei metallene Halbkugelschalen luftdicht schließend aneinandergesetzt und mit Hilfe einer Luftpumpe ein starker Minderdruck erzeugt worden war, konnten die Magdeburger Halbkugeln durch Pferdekraft nicht auseinandergerissen werden.

### Vorderseite
- Zwei Pferde in einer Landschaft versuchen vergeblich, die unter Druck geschlossenen, mit RAV beschrifteten Halbkugeln auseinanderzuziehen, im Hintergrund befindet sich ein Einhorn, darüber ein Blitze schleudernder Adler. Über dem Münzbild ist QVOD VI NON POTVIT bogig aufgeprägt.
- Die andere Variante des Talers (die untere Münze) hat im Münzbild keinen Adler. In den Wolken ist ein Spruchband mit NON – VI zu sehen.

### Rückseite
- Auf einem Tisch in einer Landschaft liegen die offenen Kugelschalen. Am Ventil einer Halbkugelschale befindet sich eine Hand, die das Ventil geöffnet hat. Auf den fünf Fingern sind am Daumen beginnend die fünf Buchstaben P G S C L aufgeprägt. Über den Wolken flattert ein Schriftband mit der Aufschrift DISIECTVM EST ARTE MINISTRA. Unten im Abschnitt befindet sich die römische Jahreszahl MDCCII.
- Das Spruchband der anderen Variante trägt die Worte SED ARTE. Im Unterschied zur ersten Ausführung ist an der Hand ein Armband mit dem holsteinischen Nesselblatt zwischen den Buchstaben H – A zu sehen. Der Buchstabe P am Daumen fehlt.[3][4]

### Münzaufschrift und Einzelbuchstaben
- Die lat. Schrift auf der Vorder- und Rückseite QVOD VI NON POTVIT // DISIECTVM EST ARTE MINISTRA lautet übersetzt nach Johann David Köhler (1744): „Was durch die Gewalt nicht hat können // Ist aus einander geworffen worden durch die Beyhülffe der Kunst.“[5] (Was durch Gewalt nicht zu erreichen war, wurde mit Hilfe der Kunst getrennt.)
- Die lat. Schrift auf der Vorder- und Rückseite der anderen Variante im Gesamtbild unten NON VI // SED ARTE lautet übersetzt: „Nicht durch Gewalt // Sondern durch Kunst.“[6]
- Die einzelnen Buchstaben auf der Rückseite haben folgende Bedeutung:[7]
  - RAV (auf der Hohlkugel) steht für die Eintracht Rudolf Augusts und Anton Ulrichs.
  - Die fünf Buchstaben P G S C L an den fünf Fingern der Hand sind die Abkürzungen für Namen, von denen das P auf dem Daumen in Verbindung mit H – A und dem Nesselblatt am Handgelenk auf der Rückseite der anderen Variante von Köhler nachgewiesen wurde. Demnach handelt es sich um Herzog Hans Adolf von Plön.[8]

## Münzgeschichte
Der sogenannte Luftpumpentaler wurde „auf die Trennung der brüderlichen Eintracht“ der beiden Herzöge von Braunschweig geprägt. Welche Person auf dem Taler gemeint ist, die zur Zwietracht maßgeblich beigetragen hat, wird unterschiedlich gedeutet. Die Gemahlin Anton Ulrichs, geborene Prinzessin von Holstein, soll die Trennung durch ihre Ränke herbeigeführt haben (lt. v. Schrötter; H. Halke; transpress Lexikon u. a.). Die als Frauenhand gedeutete Hand mit dem holsteinischen Nesselblatt, die auf der Rückseite des Talers das Ventil öffnet, gilt dafür als Symbol. So jedenfalls lautet die häufigste Deutung. Auch nach Schmieder hat das Schloss des Armbands an der Hand, auf der Rückseite des Talers, „die Gestalt der Holsteinischen Nessel“. Daher, so Schmieder, „deutet man diese Vorstellung auf die Gemahlin Anton Ulrichs, Elisabeth Juliane, eine Prinzessin von Holstein, die ganze Medaille aber auf einen durch sie fein veranlassten Brüderzwist der Herzöge.“

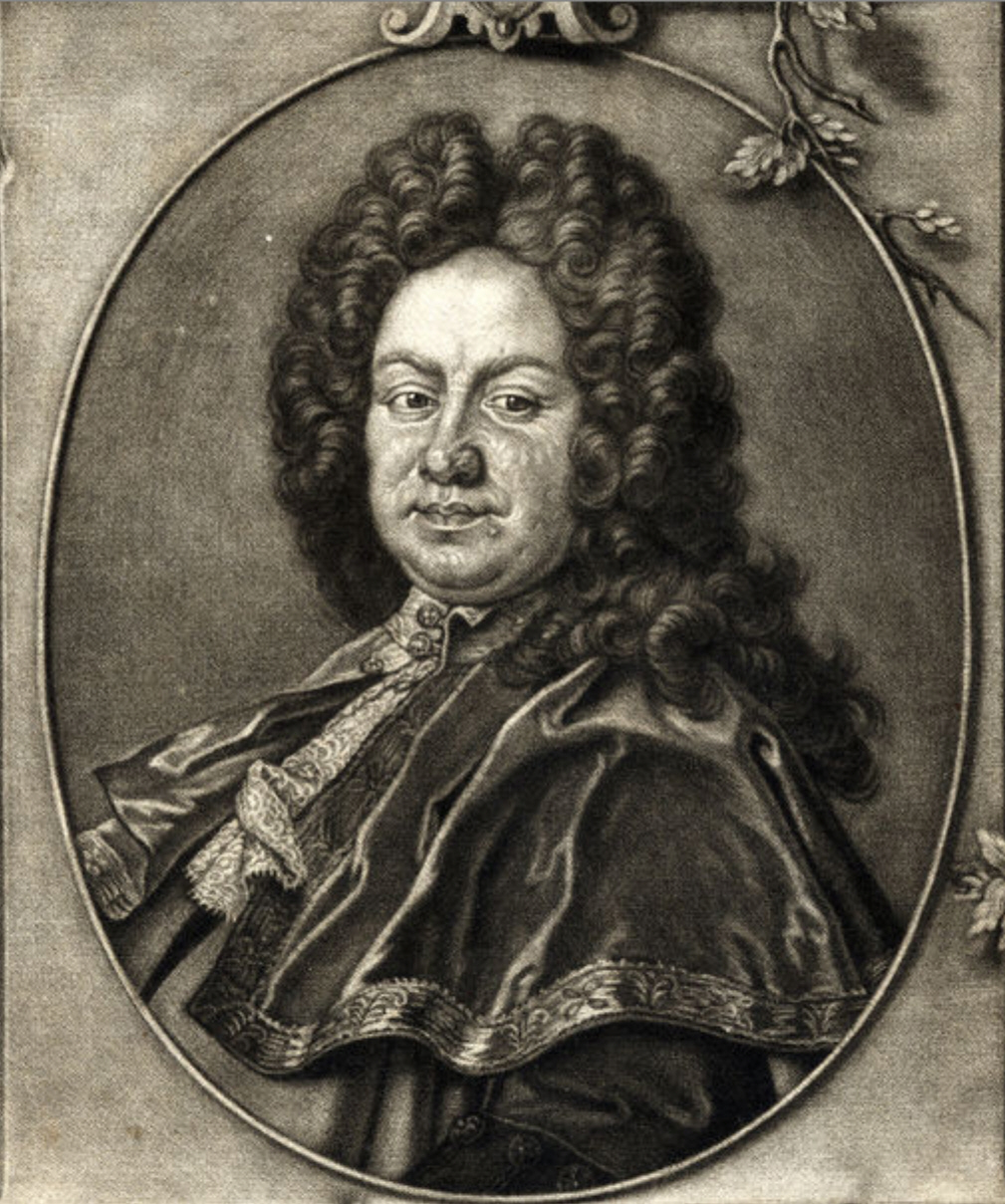
Johann David Köhler wies nach, dass die Hand auf dem Taler, die das Ventil öffnet (also die brüderliche Eintracht stört), nicht zur Gemahlin Anton Ulrichs gehört, sondern zu Hans Adolf von Plön.

Nach Johann David Köhlers „Münzbelustigung“ steht das Nesselblatt und die Buchstaben H – A am Handgelenk der Hand, die das Ventil geöffnet hat, nicht für die Gemahlin Anton Ulrichs, sondern für den Herzog Hans Adolf von Plön (* 8. April 1634, † 8. April 1704). Das ist der Schwiegersohn des Herzogs Rudolph August von Braunschweig-Wolfenbüttel. Die als Symbol für die Trennung der Eintracht geltende Frauenhand auf dem Rückseitenbild der Taler gehört demnach zu einem Mann. Die erste Talervariante mit dem Adler trägt auf der Rückseite den Buchstaben P (für Plön) auf dem Daumen der Hand. Bei der anderen Variante fehlt das P, dafür sind die Buchstaben H A (für Hans Adolf) am Handgelenk vorhanden. Das ist in Verbindung mit dem holsteinischen Nesselblatt „zur deutliche und zuverläßigen Auslegung ausgedacht“ worden, so Köhlers überzeugendes Argument.
Die Luftpumpentaler von 1702 sind die ersten Gepräge mit der Darstellung des Trennungsversuchs der Guerickeschen Halbkugeln sowie die ersten Gepräge überhaupt mit Bezug auf Otto von Guericke. Obwohl der Erfinder international berühmt war, hat es zu seinen Lebzeiten weder eine ihm, noch seiner Erfindung gewidmete Münze oder Medaille gegeben.
Der Versuch zum Nachweis der Luftdruckwirkung wurde vom Fürstentum Braunschweig-Wolfenbüttel im Münzbild des Luftpumpentalers politisch ausgelegt.

### Köhlers historische Erklärung (1744)
Als „zwo sinnreiche Schaumüntzen Herzog Anton Ulrichs zu Braunschweig-Wolfenbüttel auf die verursachte Trennung der Brüderlichen Einigkeit von A. 1702“ hat Johann David Köhler (* 1684, † 1755) die beiden Varianten des sogenannten Luftpumpentalers bezeichnet. In seiner historischen Erklärung veröffentlichte der Gelehrte den Inhalt eines Briefs mit Anlage des Verfassers, dessen Vater „in ansehnlichen Diensten“ des Herzogs Anton Ulrich gestanden hatte. Zu diesem Brief mit Anlage hat Köhler Anmerkungen geschrieben.

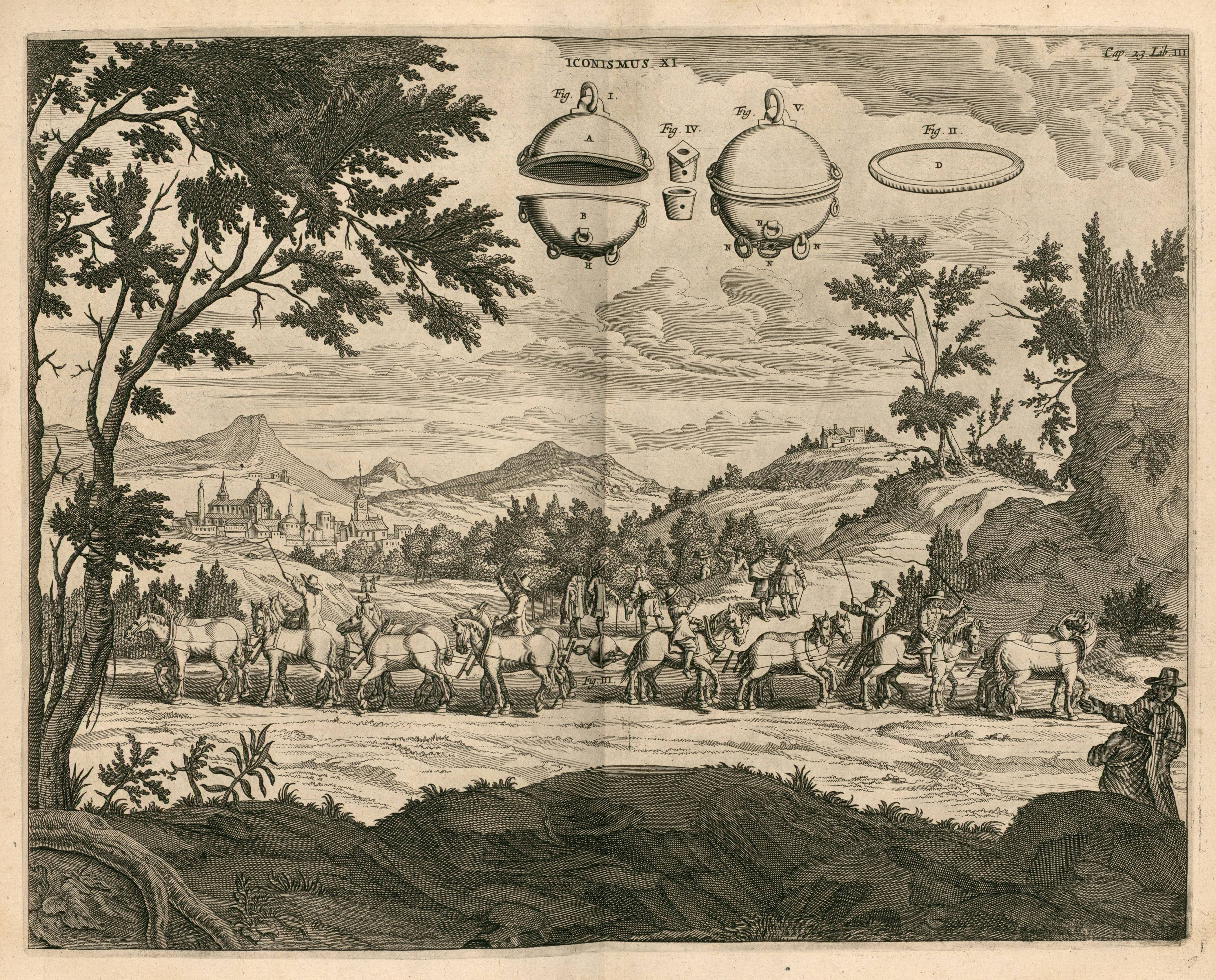
Versuch Guerickes zum Nachweis der Luftdruckwirkung – wurde im Münzbild politisch ausgelegt, Stich von Caspar Schott (1608–1666)

„Das Hauptwerk“, so der Verfasser dieses Briefs, „stellt eine hohle aus zwey Stücken zusammengesetzte Kugel vor. […] von Guerike hat hieraus ein neues Wunder der Welt gemachet. Denn, als er durch Hülffe seiner Lufftpumpe die dicke Luft herausgezogen, so hat sich gefunden, wie die äussere umliegende Lufft die zwey Kugelstücke so fest und unzertrennlich zusammen halte, daß die Gewalt von Roß und Mäulern nicht vermöge, selbige von einander zu reissen. So fest hielt also auch die Nahmen der Fürstlichen Herren Brüder Rudolf August und Anton Ulrich in dem Monogrammate RAV zusammen. […] Als nun das damalige Hochfürstliche Hauß Hannover eine Churwürde A. 1692 erhielte: urtheilten beyde […] Gebrüder, daß dieses in ihren Hauß, da der Seniorat [= Erbfolgeordnung, Ältestenrecht], eingeführet […] eine Unordnung machen dürffte. Und weil das Herzogthum Zelle […] mit Hannover zur Bestärckung der Kurwürde combiniret werden sollte, hielten beyde Herren Gebrüder solches noch mehr von Nachtheil […]. […] Sie [wandten sich in den] Angelegenheiten ihres Hauses an den König von Franckreich. Als nun Franckreich sich nach eröffneter Spanischen Monarchie […] derselben bemächtigte […], wurde darüber gantz Europa in Harnisch gebracht, diesem Vorhaben mit aller Macht entgegen zu treten. Und bey diesen Umständen […] kunte die Braunschweig-Wolfenbüttelische Allianz nicht anders angesehen werden, als eine Seuche im Teutschen Reiche. […] Nur als man Curfürstlicher und Zeleischer seits [1702] ins Land einfiele, so hatten die Braunschweigische Minister ein Mittel gefunden, dieses so vest vereinte Brüderband […] zu trennen, […].“
Die Erklärung der Vorderseite des Talers ergänzt Köhler in seiner Anmerkung, dass durch „das Roß zur rechten Seite das Hauß Zelle und durch das Roß zur lincken Seite das Churhauß Hannover vorgebildet“ wird. Das Wappenschild am nach rechts ziehenden Pferd ist leer „wegen des damahls noch strittigen Erz-Amts […].“ Das Einhorn ist, so Köhler, „des Großbrittannischen Wappens Schildhalter zur lincken […] das sich nach den herabfahrenden Donnerstrahlen des Adlers umsiehet. […] Der Adler mit den herabschiessenden Donnerstrahlen zielet auf die sehr ernst ergangenen Gebote [des Kaisers] an Herzog Rudolph Augusten. […] An eben dem 8. Febr. [= Erlass des Mandats] ward Hertzog Anton Ulrichen gebothen […] der Landesregierung völlig abzuthun.“ Aus Sorge darüber, so der Gelehrte, dass „das erste Sinnbild der mit Donner und Blitz herabschlagende Adler“ am Kaiserhof übel aufgenommen wird, „ward eine andere Medaille geprägt, worauf der Adler mit den Donnerkeilen weggelassen.“
„Auf dem anderen [Taler ist an der Hand] ein Armband mit dem Holsteinischen Nesselblat […].“ Aus den Buchstaben der Hand, „wollen einige gantze Wörter machen […]. – solche Rätsel mögen andere lösen.“ so der Verfasser des Briefs.
„H. A.“ [auf dem Band am Handgelenk], so Köhlers Erklärung dazu, „das ist Hans Adolf, und das Holsteinsche Nesselblat [dient] zur deutlichen und zuverläßigen Auslegung [der Buchstaben]“. Hans Adolf ist Herzog Hans Adolf von Plön, der „Schwiegersohn von Rudolph Augusts. […] Denn der Kayser gebrauchte denselben, als einen so nahen Anverwandten, […] Herzog Rudolph August von seinem Bruder abwendig zu machen […] und trug ihm auf, […] die scharfe Mandate […] zu insinuiren [= zutragen] […].“ Er und weitere Personen, deren Namensbuchstaben auf den Fingern der Hand sind, sollen versucht haben, die Eintracht der herzoglichen Brüder zu stören. Köhler nennt auch die Namen, die zu den anderen Buchstaben passen aber aus anderen Quellen stammen und ergänzt dazu: „Vor welche Wahrheit ich doch nicht stehen wollte.“

#### Anmerkung
Rudolf Augusts Bruder Anton Ulrich wurde zum Gegner des Kaisers, weil die jüngere Linie Hannover trotz des Seniorats 1692 die Kurwürde erhielt. Das Seniorat haben die Herzöge Bernhard und Heinrich 1414 eingeführt. Im Jahr 1555 wurde es vom Kaiser Karl V. und danach von dessen Nachfolger bestätigt. Kaiser Leopold I. erhob dennoch Braunschweig-Lüneburg zum Kurfürstentum Hannover. Anton Ulrich wurde durch kaiserliches Mandat vom 8. Februar 1702 zur Strafe für seine Allianz mit Frankreich von der Mitregentschaft ausgeschlossen. Er fügte sich pro forma, regierte aber weiterhin mit seinem Bruder, bis er durch dessen Tod am 26. Januar 1704 Alleinherrscher wurde.